# Marie Louise Schipper
Marie Louise Schipper (Hengelo, 1962) is een Nederlands journalist en redacteur.
Schipper groeide op in Hengelo. Ze studeerde monumentale vormgeving aan de AKI in Enschede. Een jaar na haar afstuderen (in 1987) verhuisde ze naar Amsterdam. In 1990 trad ze in dienst van De Groene Amsterdammer als fotoredacteur en was daar werkzaam tot 1996. Ook voor de Volkskrant vervulde ze zes jaar die functie, daarna werkte ze als eindredacteur en schreef ze reconstructies. 
Fotografie neemt een belangrijke plaats in haar werk in. Het waren de jarenzestigbeelden die haar weer voor de geest kwamen toen ze een foto vond van vijf Nigeriaanse kinderen uit Biafra, de regio in het zuidoosten waar krijgsheer Chukwuemeka Odumegwu Ojukwu in 1967 de onafhankelijkheid had uitgeroepen. Een gruwelijke oorlog was het gevolg, kinderen stierven. Deze vijf kregen in Nederland verzorging en fungeerden als oorlogsmascottes. Maar wie waren zij? Die foto vormde de aanzet tot een reconstructie waaraan zij vijftien jaar heeft gewerkt en die resulteerde in 2017 in publicatie van het boek Goede Bedoelingen, over de onvoorziene gevolgen van een van de eerste internationale hulpacties voor hongerend Afrika.
Het was niet de eerste reconstructie waaraan zij langdurig werkte. Zo achterhaalde ze wie het jongetje was op de beroemde foto van Emmy Andriesse uit de Tweede Wereldoorlog: Pim van Schie uit Noord-Holland (gepubliceerd in de Volkskrant in 2000). Ook ontdekte ze wie het brein was achter de plastic stapelstoel die niet meer uit het straatbeeld is weg te denken: de Twentenaar Frans Hartman (gepubliceerd in 2000 in NRC).
Sinds 2007 is ze lid van het Volkskeukenteam van de Volkskrant, bedenkt ze recepten, bekijkt ze de culinaire aspecten van dieetvoedsel, neemt ze nieuwe afvaltrends onder de loep en houdt ze de ontwikkelingen op het gebied van obesitas in de gaten.

## Artikelen
- nofat, #nocarbs, #nolife?, artikel over orthorexia in de Volkskrant, Amsterdam, 2017
- Oma Dons kookboekjes, artikel over de kookschriftjes van Loes Don van der Kolk, gepubliceerd in de Volkskrant, Amsterdam, augustus 2016.
- Wereldwijde stoelendans, NRC-M, Rotterdam, 1999.

## Voetnoten
- Research voor de documentaire Tulpengoud (2005) van Leo Erken
- Research voor de documentaire De keurcollectie (2003) van Leo Erken
- Website van Marie Louise Schipper: www.marielouiseschipper.nl